# Justyna Wojtowicz
Justyna Wojtowicz (née Sosnowska le 14 juin 1992 à Bukowiec) est une joueuse de volley-ball polonaise. Elle mesure 1,88 m et joue au poste de centrale. Elle totalise 22 sélections en équipe de Pologne.

## Clubs
| Club                             | De        | À         |
| -------------------------------- | --------- | --------- |
| Pałac Bydgoszcz                  |           | 2007-2008 |
| SMS PZPS Sosnowiec               | 2008-2009 | 2010-2011 |
| Pałac Bydgoszcz                  | 2011-2012 | 2012-2013 |
| Muszynianka Muszyna              | 2013-2014 | 2016-2017 |
| AZS KSZO Ostrowiec Świętokrzyski | 2017-2018 | …         |

## Palmarès
- Coupe de Pologne
  - Finaliste : 2014.
- Supercoupe de Pologne
  - Finaliste : 2014.